# Nepaloserica perrecondita
Nepaloserica perrecondita är en skalbaggsart som beskrevs av Ahrens 2004. Nepaloserica perrecondita ingår i släktet Nepaloserica och familjen Melolonthidae. Inga underarter finns listade i Catalogue of Life.